# Compus de opt prisme triunghiulare
În geometrie compusul de opt prisme triunghiulare este un compus poliedric uniform realizat dintr-un  aranjament simetric de 8 de prisme triunghiulare, aliniate în perechi, cu axele de simetrie de rotație cu trei poziții ale unui octaedru (Oh).
Are indicele de compus uniform UC31.

## Construcție
Este format din combinarea a celor două forme enantiomorfe ale compusului de patru prisme triunghiulare. Vârfurile celor două componente enantiomorfe coincid, rezultând că întregul compus are câte două prisme triunghiulare incidente în fiecare dintre vârfurile sale.

## Mărimi asociate

### Coordonate carteziene
Coordonatele carteziene ale vârfurilor acestui compus sunt toate permutările pare ale
{\displaystyle \left(\,\pm 1,\,\pm (1+{\sqrt {2}}),\,\pm (1-{\sqrt {2}})\,\right)}
cu un număr par de minusuri în opțiunile „±”, împreună cu toate permutările impare cu un număr impar de minusuri în opțiunile „±”.

### Volum
Următoarea formulă pentru volum V este stabilită pentru lungimea laturilor tuturor poligoanelor (care sunt regulate) a:
{\displaystyle V=2{\sqrt {3}}\,a^{3}\approx 3,464102~a^{3}.}